# Barrio (film)
Pour les articles homonymes, voir Barrio.
Pour plus de détails, voir Fiche technique et Distribution.
Barrio est un film espagnol réalisé par Fernando León de Aranoa, sorti en 1998.

## Synopsis
Trois adolescents - Javi, Manu, et Rai - vivent dans un barrio.

## Fiche technique
- Titre : Barrio
- Réalisation : Fernando León de Aranoa
- Scénario : Fernando León de Aranoa
- Photographie : Alfredo Mayo
- Montage : Nacho Ruiz Capillas
- Production : Elías Querejeta
- Société de production : Canal+ España, Elías Querejeta Producciones Cinematográficas, Esicma, MACT Productions, MGN Filmes, Sociedad General de Televisión, Sogepaq et Televisión Española
- Pays :  Espagne et  France
- Genre : drame
- Durée : 94 minutes
- Dates de sortie : 
  - Espagne : 2 octobre 1998
  - France : 9 juin 1999

## Distribution
- Críspulo Cabezas : Rai
- Timy Benito : Javi
- Eloi Yebra : Manu
- Marieta Orozco : Susi
- Alicia Sánchez : Carmen
- Enrique Villén : Ricardo
- Francisco Algora : Ángel
- Chete Lera : l'inspecteur de police
- Claude Pascadel : Abuelo de Javi
- Pedro Miguel Martínez : Vecino

## Distinctions
Le film a été nommé pour six prix Goya et en a remporté trois : Meilleur réalisateur, Meilleure actrice pour Marieta Orozco et Meilleur scénario original.